# Greatest Hits 87–99
A Greatest Hits 1987–1999 Kylie Minogue ausztrál énekesnő válogatásalbuma. Ausztráliában 2003-ban jelent meg.

## Számlista
| 1.  | Locomotion                               | Gerry Goffin, Carole King              | Stock Aitken Waterman | 3:14 |
| 2.  | I Should Be So Lucky                     | Mike Stock, Matt Aitken, Pete Waterman | Stock Aitken Waterman | 3:24 |
| 3.  | Got to Be Certain                        | Stock, Aitken, Waterman                | Stock Aitken Waterman | 3:19 |
| 4.  | Je Ne Sais Pas Pourquoi                  | Stock, Aitken, Waterman                | Stock Aitken Waterman | 4:01 |
| 5.  | Especially for You (feat. Jason Donovan) | Stock, Aitken, Waterman                | Stock Aitken Waterman | 3:56 |
| 6.  | Turn It into Love                        | Stock, Aitken, Waterman                | Stock Aitken Waterman | 3:36 |
| 7.  | Made in Heaven                           | Stock, Aitken, Waterman                | Stock Aitken Waterman | 3:24 |
| 8.  | It’s No Secret                           | Stock, Aitken, Waterman                | Stock Aitken Waterman | 3:59 |
| 9.  | Hand on Your Heart                       | Stock, Aitken, Waterman                | Stock Aitken Waterman | 3:51 |
| 10. | Wouldn’t Change a Thing                  | Stock, Aitken, Waterman                | Stock Aitken Waterman | 3:14 |
| 11. | Never Too Late                           | Stock, Aitken, Waterman                | Stock Aitken Waterman | 3:23 |
| 12. | Tears on My Pillow                       | Sylvester Bradford, Al Lewis           | Stock Aitken Waterman | 2:28 |
| 13. | Better the Devil You Know                | Stock, Aitken, Waterman                | Stock Aitken Waterman | 3:55 |
| 14. | Step Back in Time                        | Stock, Aitken, Waterman                | Stock Aitken Waterman | 3:05 |
| 15. | What Do I Have to Do (7" mix)            | Stock, Aitken, Waterman                | Stock Aitken Waterman | 3:44 |
| 16. | Shocked (DNA 7" Mix)                     | Stock, Aitken, Waterman                | Stock Aitken Waterman | 3:10 |

| 1.  | Word is Out (Summer Breeze 7" Mix)               | Stock, Waterman                               | Stock, Waterman             | 3:41 |
| 2.  | If You Were with Me Now (feat. Keith Washington) | Stock, Waterman, Kylie Minogue, Washington    | Stock, Waterman             | 3:11 |
| 3.  | Give Me Just a Little More Time                  | Edyth Wayne, Ronald Dunbar                    | Stock, Waterman             | 3:07 |
| 4.  | Finer Feelings (Brothers in Rhythm 7" Mix)       | Stock, Waterman                               | Stock, Waterman             | 3:47 |
| 5.  | What Kind of Fool (Heard All That Before)        | Stock, Waterman, Minogue                      | Stock, Waterman             | 3:41 |
| 6.  | Celebration                                      | Robert Bell, James Taylor                     | Phil Harding, Ian Curnow    | 3:57 |
| 7.  | Confide in Me (Master Mix)                       | Steve Anderson, Dave Seaman, Owain Barton     | Brothers in Rhythm          | 5:51 |
| 8.  | Put Yourself in My Place                         | Jimmy Harry                                   | Harry                       | 4:12 |
| 9.  | Where Is the Feeling (BIR 7" Mix)                | Wilf Smarties, Jayn Hanna                     | Brothers in Rhythm          | 4:11 |
| 10. | Where the Wild Roses Grow (feat. Nick Cave)      | Cave                                          | Tony Cohen, Victor Van Vugt | 3:58 |
| 11. | Some Kind of Bliss                               | Minogue, James Dean Bradfield, Sean Moore     | Dave Eringa, Bradfield      | 4:14 |
| 12. | Did It Again                                     | Minogue, Anderson, Seaman                     | Brothers in Rhythm          | 4:16 |
| 13. | Breathe (Radio Edit)                             | Minogue, Dave Ball, Ingo Vauk                 | Ball, Vauk                  | 3:40 |
| 14. | Cowboy Style (Radio Edit)                        | Minogue, Anderson, Seaman                     | Brothers in Rhythm          | 3:51 |
| 15. | Dancing Queen (7" Edit)                          | Benny Andersson, Björn Ulvaeus, Stig Anderson |                             | 3:48 |
| 16. | Tears                                            | Minogue, Ball, Vauk                           | Ball, Vauk                  | 4:29 |
| 17. | The Real Thing                                   |                                               |                             |      |

## Külső hivatkozások
- Kylie Minogue hivatalos honlapja (angol nyelven)